# Ruta Provincial 6 (Santa Fe)
La Ruta Provincial 6 es una carretera pavimentada de 100 km de jurisdicción provincial que atraviesa transversalmente la Provincia de Santa Fe, República Argentina.
Está ubicada en el centro de la provincia.
Comienza en el cruce con la RP 80 al norte de la ciudad de Gálvez y finaliza en el cruce con la Ruta Provincial 4, al oeste de la localidad de Manucho.
En un breve tramo, su traza se superpone con la de la Ruta Nacional 19. El Río Colastiné atraviesa esta ruta, ubicándose un reciente puente de hormigón sobre el cauce.
Más al norte, el Río Salado es otro de los que atraviesan la ruta, a la altura de la ciudad de Esperanza.

## Localidades
Las ciudades y pueblos por los que pasa esta ruta de este a oeste son las siguientes (los pueblos con menos de 5000 habitantes figuran en itálica).

### Provincia de Santa Fe
- Departamento San Jerónimo: Gálvez (km 0), Loma Alta (km ), Gessler (km ).
- Departamento Las Colonias: San Carlos Sur (km ), San Carlos Centro (km ), San Carlos Norte (km ), Franck (km ), Esperanza (km ).

- Datos: Q48796333